# Peuvillers
Peuvillers is een gemeente in het Franse departement Meuse (regio Grand Est) en telt 66 inwoners (2009).
De plaats maakt deel uit van het kanton Montmédy in het arrondissement Verdun. Tot 1 januari 2015 was het deel van het kanton Damvillers, dat op die dag werd opgeheven.

## Geografie

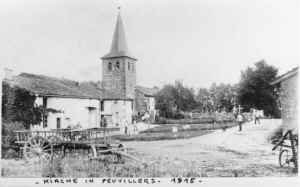
Peuvillers in 1915

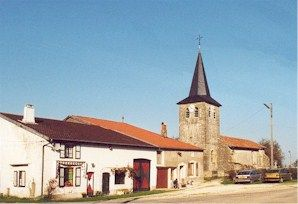
Peuvillers in 2006

De oppervlakte van Peuvillers bedraagt 5,0 km², de bevolkingsdichtheid is dus 13,2 inwoners per km². Het plaatsje ligt aan de Thinte.
De onderstaande kaart toont de ligging van Peuvillers met de belangrijkste infrastructuur en aangrenzende gemeenten.

## Demografie
Onderstaande figuur toont het verloop van het inwonertal (bron: INSEE-tellingen).